# 出馬迪男
出馬 迪男（いづま みちお、1937年（昭和12年）1月20日 - 2019年（令和元年）12月15日）は、日本の実業家。フジテレビジョン副社長、関西テレビ放送社長を務めた。

## 来歴
大阪府大阪市出身。大阪府立高津高等学校、慶應義塾大学法学部を卒業。
共同テレビジョンを経て、1963年（昭和38年）1月フジテレビジョン入社。
1987年（昭和62年）6月取締役営業局長、88年6月常務取締役（営業担当）、91年6月専務取締役（総括担当）。
1997年（平成9年）6月代表取締役副社長営業統括本部長、99年6月代表取締役副社長営業総括・営業統括本部長特命事項担当。

### 関西テレビ放送社長
2001年（平成13年）6月、関西テレビ放送代表取締役社長に就任する。03年には季刊雑誌『放送界』表紙を飾った。06年代表取締役会長。
2007年（平成19年）に発覚した関西テレビ放送が制作した情報番組「発掘!あるある大事典2」の捏造（ねつぞう）問題では、世間の信頼を損ねたが、同社の角和夫代表取締役（阪急阪神ホールディングス社長）、コンプライアンス（法令順守）担当の山本紘専務と共に役員報酬の20％を3か月間返上した。
2008年（平成20年）6月名誉顧問となる。
2019年12月15日、心不全のため死去。享年82。翌年2月19日、関西テレビとフジテレビの共催でホテル阪急インターナショナルにおいてお別れの会が執り行われた。

## 役職履歴
- 1978年（財）関西テレビ青少年育成事業団・代表
- 1978年 大阪文化団体連合会・代表
- 2003年 関西元気文化圏・発起人
- 2005年 日本バイオベンチャー大賞表彰制度委員会委員
- 2006年 日本美術協会・評議員
- 2006年 （財）阪急学園・評議員
- 2006年 大阪府立高津高等学校同窓会・創立90周年事業実行委員会募金委員長
- 2006年 公共広告機構（現：ACジャパン）・理事
- 2007年 （財）大阪府文化振興財団・理事長